# 麻仕站
麻仕站（：／ Masa yeok */?）是位于韩国庆尚北道荣州市北後面的一个铁路车站，属于中央线。

## 历史
- 1959年3月1日 - 落成使用[1]。

## 相鄰車站
韓國鐵道公社
中央線
瓮泉信號場－麻仕－伊下